# Paula Patiño
Paula Andrea Patiño Bedoya (La Ceja, 29 marzo 1997) è una ciclista su strada colombiana che corre per il Movistar Team.

## Palmarès

### Strada
- 2014 (Juniores, una vittoria)

Campionati colombiani, Prova in linea Junior
- 2017 (Dilettanti, una vittoria)

4ª tappa Vuelta a Colombia Femenina (Cartago > El Tambo)
- 2018 (World Cycling Centre, una vittoria)

2ª tappa Vuelta a Colombia Femenina (Chiquinquirá > Vélez)

## Piazzamenti

### Grandi Giri
- Giro d'Italia

2019: 23ª
2020: 8ª
2022: 26ª
- Tour de France

2022: 23ª
- Vuelta a España

2023: 34ª

### Competizioni mondiali
- Campionati del mondo

Ponferrada 2014 - Cronometro Junior: 40ª
Ponferrada 2014 - In linea Junior: 23ª
Richmond 2015 - In linea Junior: 50ª
Bergen 2017 - In linea Elite: 31ª
Innsbruck 2018 - In linea Elite: 76ª
Yorkshire 2019 - In linea Elite: 20ª
Imola 2020 - In linea Elite: 55ª
Fiandre 2021 - In linea Elite: 42ª
Wollongong 2022 - In linea Elite: 28ª
- Giochi olimpici

Tokyo 2020 - In linea: 22ª
Parigi 2024 - In linea: 50ª